# Stockelache
Die Stockelache ist ein künstlicher, nach der Einstellung der Braunkohlegewinnung im Borkener Braunkohlerevier in einem Tagebaurestloch (ehemals Grube Stockelache) entstandener Badesee zwischen den Borkener Stadtteilen Kleinenglis, Kerstenhausen und Arnsbach.

## Lage
Die Stockelache liegt unmittelbar östlich der Schwalmpforte am Nordufer der Schwalm direkt an der B 3 Kassel–Marburg nahe der Anschlussstelle Borken der A 49. Die von Borken zur Autobahnanschlussstelle und zur B 3 führende Landesstraße 3223 verläuft 200 m nördlich des Sees, die Kreisstraße 73 von Kerstenhausen nach Arnsbach und Borken 300 m unweit südwestlich. Über die Radwanderwege R4/Schwalm-Radweg, R5 und R101 ist der See mit dem Fahrrad erreichbar.
Im Nordwesten erhebt sich die Hundsburg (334,9 m ü. NHN), im Südwesten der Kuhberg (342,9 m), ein nordöstlicher Ausläufer der Altenburg (432,7 m). Südöstlich erhebt sich die Kippe Altenburg (214,9 m), eine renaturierte Hochkippe von Abraum aus dem einstigen Tagebau.

## Name
Stockelache ist eine Abwandlung von Stocklache. Im Schwalmbogen westlich der 1977 abgerissenen Stocklacher Mühle, wo sich heute der See befindet, überschwemmte der Fluss bei Hochwasser die dortigen Wiesen. Nach dem Ende des Hochwassers blieb in den hier tiefer liegenden Wiesen das Wasser stehen und wurde nach einiger Zeit stockig, was zu der Flurbezeichnung Stocklache (= stockige Lache) führte.

## Entstehung
Von 1976 bis 1985 wurde auf einer Betriebsfläche von 28 ha der Tagebau Stockelache betrieben. Das Kohleflöz hatte eine Mächtigkeit von bis zu 8,3 m und lag unter bis zu 42,3 m dickem Abraum. Insgesamt wurden dort rund 360.000 t Braunkohle gewonnen, wobei etwa 1,85 Millionen m³ Abraum bewegt werden mussten. Nach der Auskohlung verblieb ein Restloch, in dem durch das Eindringen von Grundwasser ein See mit einer Wasserfläche von ca. 10 ha und einer maximalen Tiefe von 20 m entstand. Die Randbereiche des einstigen Tagebaus wurden im Norden und Westen landwirtschaftlich rekultiviert, und der Uferbereich wurde begrünt.
Nach dem Abschluss der bergbaulichen Rekultivierungsmaßnahmen in den 1980er Jahren erwarb die Stadt Borken den See mit dem dazugehörigen Umland und ließ durch den Eigenbetrieb „Borkener Seenland“ die zur Freizeitnutzung erforderlichen Einrichtungen schaffen. Der so entstandene Badesee erfreut sich großer Beliebtheit in der Region. Neben Sandstrand, Badeinseln, Nichtschwimmerbereich, 50-Meter-Wasserrutsche und Fontänen gibt es vier Beach-Volleyball-Felder, einen Tretbootverleih, einen Abenteuerspielplatz, Grillplätze, eine große Liegewiese, Umkleidekabinen mit Sanitäreinrichtungen, ein Restaurant mit Biergarten und ausreichende Parkflächen, auch für Fahrräder.

## Triathlon
Als regelmäßige Sportveranstaltung fand von 1992 bis 2008 jährlich der Stockelache Triathlon des Sportvereins TuS Fritzlar rund um die Stockelache statt. Nach fünfjähriger Unterbrechung wurde der Stockelache-Triathlon (Sprintdistanz: 750 m Schwimmen, 22 km Radfahren, 5 km Laufen) erst 2014 erneut veranstaltet, nunmehr vom Celtic Sports e. V. Neuental.

## Freileitungsmasten
Direkt am nordwestlichen bzw. nordöstlichen Seeufer standen zwei unbeseilte Gittermasten, die zur 1930 errichteten zweikreisigen 220-kV-Leitung Edersee–Borken gehörten. Als die Leitung Ende der 1980er Jahre abgebaut wurde, wurden diese beiden Masten von der Stadt Borken für eventuelle Installationen um die Stockelache aufgekauft und blieben daher erhalten. 2024 wurden sie demontiert.

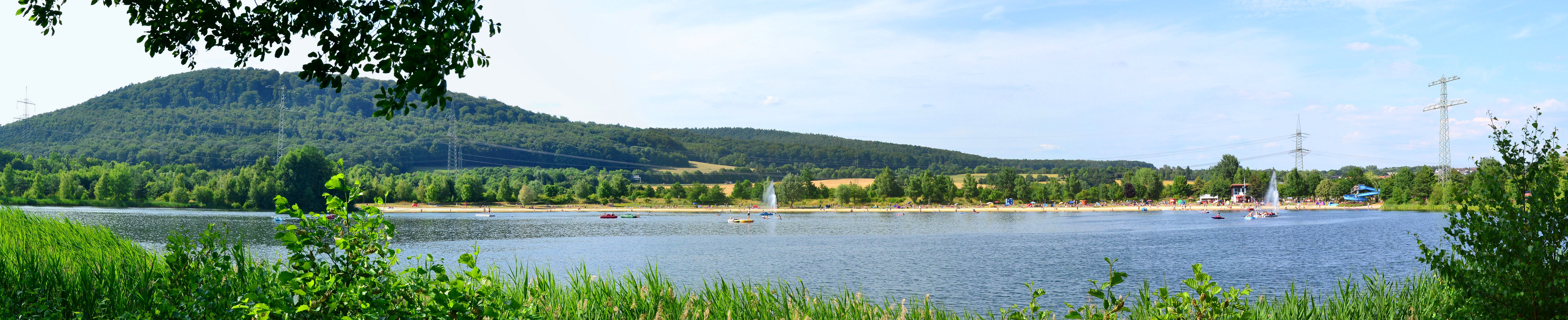
Panorama des Badesees Stockelache. Blick von Süden zum Sandstrand am Nordufer. (Noch mit den beiden 2024 demontierten Gittermasten, ganz rechts und nahezu ganz links.)